# Ваутер Беке
Ваутер Беке (на нидерландски: Wouter Beke) е фламандски политик от партията Християндемократи и фламандци.

## Биография
Той е роден на 9 август 1974 година в Ломел, провинция Лимбург. Учи социално право в Свободния университет в Брюксел и завършва политически науки в Льовенския католически университет, където през 2004 година защитава докторска дисертация. От 2001 година е член на общинския съвет на Леополдсбюрг, от 2004 до 2014 година – и на Сената, а от 2012 година освен това е и кмет на Леополдсбюрг. Член на Камарата на представителите от 2014 година. През 2008 г. (временно) и от 2010 г. оглавява „Християндемократи и фламандци“.